# Gopalganj Sadar
Gopalganj Sadar è un sottodistretto (upazila) del Bangladesh situato nel distretto di Gopalganj, divisione di Dacca. Si estende su una superficie di 391,35 km² e conta una popolazione di 291.409 abitanti (dato censimento 1991).